# Armando Peverelli
Armando Peverelli (Milano, 2 dicembre 1921 – Fino Mornasco, 18 luglio 1981) è stato un ciclista su strada italiano.
Professionista e indipendente tra il 1946 e il 1951, partecipò a tre edizioni del Giro d'Italia.

## Carriera
Corse da professionista per la Lygie, l'Atala e la svizzera Tebag. Non ottenne vittorie da professionista: i suoi migliori piazzamenti furono due terzi posti di tappa al Giro d'Italia, uno nel 1947 e uno nel 1950.

## Piazzamenti

### Grandi Giri
- Giro d'Italia

1947: 28º
1948: 21º
1950: 37º

### Classiche monumento
- Milano-Sanremo

1948: 23º
- Giro di Lombardia

1950: 73º